# ベビーM事件
ベビー M 事件（ベビーMじけん）とは、アメリカ合衆国で起こった代理母契約の有効性が裁判で問われた事件。
事件で、代理出産を行った女性が子の引渡しを拒み、養育権を求めたことから裁判になった。この事件を期に、国際的に代理母出産を規制する動きが起きた。

## 経緯
- 1985年 - A 夫妻が B さんと代理母出産契約を結ぶ。A 夫人には多発性硬化症の持病があり、妊娠・出産に危険が伴うことから、代理母契約に踏み切った。
- 1986年 - B さんは人工授精によって妊娠。のちにマスコミから「ベビー M」と呼ばれる女児を出産する。B さんは女児の引き渡しを拒む。A 夫妻は女児の引き渡しを求める裁判を起こす。
- 1987年 - 代理母契約の有効性を認め、親権は A 夫妻にあり、B さんには親権も養育権も認められないという判決がでる。
- 1988年 - ニュージャージー州最高裁にて代理母契約を無効とする判決がでる。通常の離婚訴訟に準じる扱いがなされ、父親を A 氏、母親を B さんとして親権を A 氏に認め、B さんには訪問権が認められた。